# Irak i olympiska sommarspelen 1988
Irak deltog i de olympiska sommarspelen 1988, men ingen av landets deltagare erövrade någon medalj.

## Boxning
Flugvikt
- Amir Hussain
  1. Första omgången — Förlorade mot Gamal El-Komy (EGY), 1:4

## Fotboll
Gruppspel
| Rank | Lag       | Spelade | Vinster | Oavgjorda | Förluster | Gjorda mål | Insläppta mål | Poäng |  | Zambia | Italien | Irak | Guatemala |
| ---- | --------- | ------- | ------- | --------- | --------- | ---------- | ------------- | ----- |  | ------ | ------- | ---- | --------- |
| 1.   | Zambia    | 3       | 2       | 1         | 0         | 10         | 2             | 5     |  | X      | 4:0     | 2:2  | 4:0       |
| 2.   | Italien   | 3       | 2       | 0         | 1         | 7          | 6             | 4     |  | 0:4    | X       | 2:0  | 5:2       |
| 3.   | Irak      | 3       | 1       | 1         | 1         | 5          | 4             | 3     |  | 2:2    | 0:2     | X    | 3:0       |
| 4.   | Guatemala | 3       | 0       | 0         | 3         | 2          | 12            | 0     |  | 0:4    | 2:5     | 0:3  | X         |